# Bernhard Schlink
Bernhard Schlink (6 de julio de 1944, Bielefeld, Alemania) es un escritor y jurista alemán. En 1998 fue nombrado juez en la corte constitucional del estado federal de Renania del Norte-Westfalia y es profesor de historia de la ley en la Universidad Humboldt, Berlín, desde enero de 2006.
Comenzó su carrera como escritor con novelas policíacas teniendo como protagonista a un personaje llamado Selb (juego de palabras con Yo Mismo); su primera novela se llamó Auto-castigo. Otra de sus novelas, El nudo gordiano, ganó el premio Glauser en 1989.
En 1995 publicó El lector (Der Vorleser), una novela parcialmente autobiográfica sobre un adolescente que tiene un romance con una mujer mayor que desaparece súbitamente y luego se la reencuentra siendo estudiante de abogacía en un juicio a los criminales de la Segunda Guerra Mundial. El libro se convirtió en un éxito de ventas en Alemania, se tradujo a 30 idiomas y en el 2008 se adaptó al cine (El lector, dirigida por Stephen Daldry). La primera edición española apareció en  1997. Ganó el premio Hans Fallada, el premio Welt, el premio italiano Grinzane Cavour, el premio francés Laure Bataillon y el premio Ehrengabe de la Dusseldorf Heinrich Heine Society.
En el año 2000 publicó una colección de cuentos titulada Amores en fuga.
En 2008, Richard Eyre adaptó cinematográficamente su relato Der Andere (El otro, 1962) en la película titulada The Other Man (Crónica de un engaño).